# Милованофф, Сандра
Сандра Милованофф (урождённая Александрина Милованова) (фр. Sandra Milowanoff; 23 июня 1892, Санкт-Петербург, Российская империя — 8 мая 1957 , Париж) — французская актриса
 и балерина российского происхождения, известная своими ролями во французском кинематографе, особенно в эпоху немого кино.

## Биография
Родилась в буржуазной семье Алексея Милованова и Марии Смирновой. С раннего возраста увлекалась классическим танцем. В 1900—1908 годах занималась в балетной школе, была задействована в труппе известной Анны Павловой, позже в балете Сергея Дягилева. Мечтала стать солисткой балета.
С успехом совершила турне по европейским столицам. Во время выступления в Лондоне началась Первая мировая война, и труппа вынуждена была остаться в Британии. В 1916 году Милованова вернулась в Россию и была принята на работу в Мариинский театр.
В 1917 году после Октябрьской революции вместе с семьёй покинула Россию и поселилась в Монте-Карло, где она планировала продолжить работу в русских балетах. В поисках работы снялась в небольшой роли в фильме Рене Наварра.

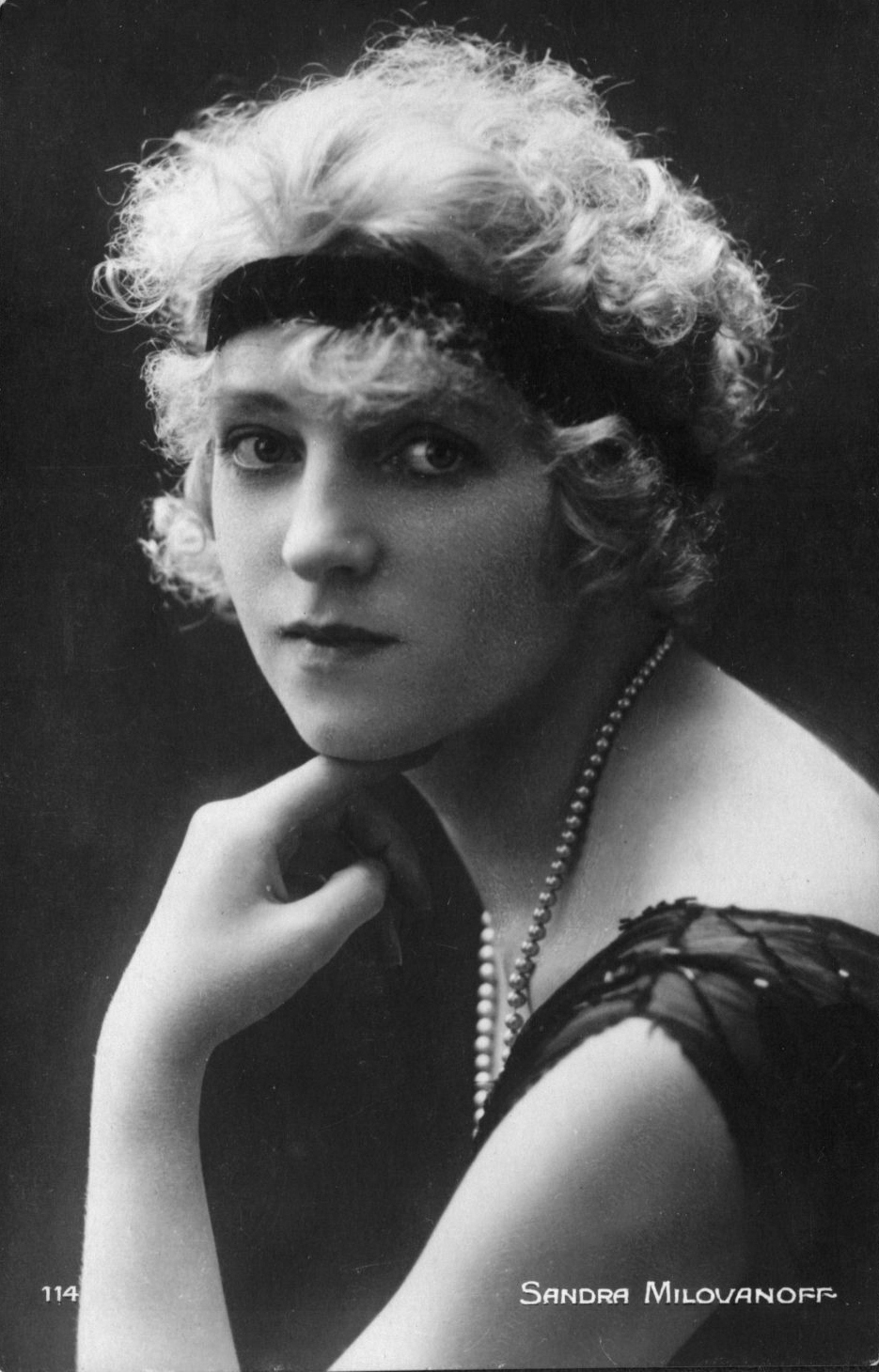
Сандра Милованофф. около 1920

Очарованный её красотой и русским акцентом, режиссер Луи Фейад предоставил ей возможность проявить свой талант в двенадцати серийном фильме «Les Deux Gamines» вместе с актрисой Бланш Монтель. Подписала контракт со студией «Gaumont».
После первого успеха, поступили предложения от режиссёра Анри Фескура сняться в его киноленте «Отверженные» (Les misérables, 1925) в роли Фантины и Козетты. Затем последовали и другие роли. Снималась у Жака де Баронселли, Рене Клера, Саши Гитри, Густава Муландера и др.
Милованофф стала очень известной актрисой во Франции и заняла по популярности второе место после Мэри Пикфорд.
С появлением звука на экране успешная карьера Сандры Милованофф закончилась.
Умерла она в полном одиночестве 8 мая 1957 г. и была похоронена на парижском кладбище Пантен.
За свою карьеру снялась в около 30 фильмах.

## Избранная фильмография
- 1920 : Les Deux Gamines
- 1921 : Le sens de la mort
- 1921 : L’Orpheline
- 1921 : Parisette
- 1922 : Le Fils du Flibustier
- 1923 : Le Gamin de Paris — Лизетта
- 1923 : Nêne — Нене
- 1923 : La Légende de sœur Béatrix — Беатрикс
- 1924 : La Flambée des rêves — Клэр
- 1924 : Pêcheur d’Islande — Гауд Мевель
- 1924 : Jocaste — Элен Хэвиланд
- 1925 : Призрак Мулен-Руж / Le Fantôme du Moulin-Rouge — Ивона Винсент
- 1925 : Отверженные / Les Misérables — Фантина и Козетта
- 1926 : Mauprat — Эдме де Мопра
- 1926 : Les Larmes de Colette — Мари
- 1927 : Добыча ветра / La proie du vent — Элен, сумасшедшая
- 1927 : La comtesse Marie
- 1927 : Maquillage
- 1927 : Förseglade läppar
- 1928 : La Veine — Шарлотта Ланье
- 1928 : La Faute de Monique
- 1929 : La Meilleure Maîtresse
- 1929 : Dans la nuit
- 1929 : Montparnasse
- 1940 : Après Mein Kampf, mes crimes
- 1945 : Le jugement dernier — мадам Свобода
- 1948 : Le comédien — русская горничная
- 1950 : Ils ont vingt ans — мать Аниты